# 第27回読売新聞社杯全日本選抜競輪
第27回読売新聞社杯全日本選抜競輪は、2011年8月4日から7日まで、岸和田競輪場で行われた競輪のGI競走である。

## 決勝戦

### レース概略
山崎の先行。最終1センター付近からの平原の仕掛けは不発。番手の伏見が最終4角で抜け出して優勝。佐藤が2着。最後方から捲った村上が佐藤のけん制に耐えて3着。
優勝した伏見は、ホームバンクの泉崎国際サイクルスタジアムが3月11日に発生した東日本大震災の影響で使用できなかったため、松阪競輪場に練習拠点を移して競走に挑んでいた。

### 競走成績
- 8月7日（日）[1]
- 誘導員…中澤央治（大阪府）

| 着順 | 車番 | 選手       | 登録地 | 着差    | 決まり手 | 上がり(秒) | H/B | 特記 |
| ---- | ---- | ---------- | ------ | ------- | -------- | ---------- | --- | ---- |
| 1    | 7    | 伏見俊昭   | 福島県 |         | 差し     | 11.0       |     |      |
| 2    | 3    | 佐藤慎太郎 | 福島県 | 1/2車身 | マーク   | 11.0       |     |      |
| 3    | 1    | 村上義弘   | 京都府 | 1車身   |          | 11.0       |     |      |
| 4    | 8    | 浅井康太   | 三重県 | 3/4車身 |          | 11.0       |     |      |
| 5    | 5    | 加藤慎平   | 岐阜県 | 1車身   |          | 11.0       |     |      |
| 6    | 6    | 岡部芳幸   | 福島県 | 微差    |          | 11.1       |     |      |
| 7    | 9    | 神山雄一郎 | 栃木県 | 2車身   |          | 11.4       |     |      |
| 8    | 4    | 山崎芳仁   | 福島県 | 3車身   |          | 12.0       | HB  |      |
| 9    | 2    | 平原康多   | 埼玉県 | 4車身   |          | 12.2       |     |      |

### 配当金額
| 枠番二連勝複式 | 3=5   | 580円  |
| 枠番二連勝単式 | 5-3   | 690円  |
| 車番二連勝複式 | 3=7   | 630円  |
| 車番二連勝単式 | 7-3   | 680円  |
| 三連勝複式     | 1=3=7 | 2230円 |
| 三連勝単式     | 7-3-1 | 4110円 |
| ワイド         | 3=7   | 250円  |
| ワイド         | 1=7   | 400円  |
| ワイド         | 1=3   | 980円  |

## 最後の「真夏の祭典」
全日本選抜競輪の8月開催は当年の開催が最後。次回の第28回より、2月（2013年）に開催を移行することになった。したがって、全日本選抜競輪の年次開催は、2012年には行われない。

## 特記事項
- 地上波の決勝戦中継は「ブラマヨ自転車部」《日本テレビ系列全国ネット》。またサンテレビが決勝戦のみCS放送の同時ネットを行った。

- 目標額は102億8200万円だったが、四日間の総売上は96億6339万7400円で目標額には届かなかった。